# Jardins des Martels
Los Jardines de los Martels (en francés : Jardins des Martels) es un parque y jardín botánico privado comercial de 3.5 hectáreas de extensión en Giroussens, Francia.

## Localización
Jardins des Martels Giroussens, Département de Tarn, Midi-Pyrénées, France-Francia.
Planos y vistas satelitales.43°44′58.56″N 1°47′10.82″E / 43.7496000, 1.7863389
Está abierto a diario en los meses cálidos del año, se cobra una tarifa de entrada. 

## Historia
Los jardines fueron creados gracias a la iniciativa de Marie-Thérèse y André Reynier a finales de los años 60, como granja y un jardín privado. En esta época la familia Reynier se instala en el Tarn y compra una explotación para cultivar 40 hectáreas de terreno.
Los "jardines de los Martels" se abrieron al público en 1994, pero las primeras plantaciones datan del principio de los años setenta. 
Apasionados de la jardinería, comienzan a arreglar los accesos de la explotación. Poco a poco el jardín toma más amplitud para alcanzar 1 hectárea en 1993. 
Ya en 1994, un artículo en un Diario local va a causar una afluencia de solicitudes de visitas por parte de jardineros de la región. 
En esta época Fréderic (el hijo de Reynier) prosigue estudios en horticultura. Una idea germina, visto el entusiasmo del público suscitado por este artículo, porqué no abrir el jardín al público y hacer un escaparate para el futuro vivero de Fréderic. 
La apertura al público se hace en la primavera 1994 con una ampliación del parque tiene 2,5 hectáreas. Luego poco a poco el jardín pasó a 3,5 hectáreas con la creación del invernadero exótico, del jardín en terraza, del laberinto de bambúes, de un nuevo edificio de recepción y de un punto de venta de plantas. 
Actualmente el jardín acoge anualmente alrededor de 45000 visitantes. Estos aprecian tanto el jardín de flores como la miniexplotación que hay y el tren a vapor. 

## Colecciones
El jardín se ubica sobre un terreno bien ajardinado de charcas y de numerosas colinas, y ofrece más de 2500 variedades de plantas procedentes de los cinco continentes, así como un invernadero de plantas acuáticas y una pequeña granja con unos 150 animales tales como ovejas, cabras, potros, patos, y así sucesivamente. 
El jardín consta de 4 superficies distintas:
La primera parte se adorna de un largo canal de 300 m de longitud que curva entre los macizos multicolores y las avenidas sembradas césped. 
La segunda es un invernadero tropical acuático proporcionado de bejucos (bignonas, jazmines, pasionarias, ipomeas), bananos, daturas y helechos. En el verano las cuencas son invadidas por los nenúfares azules, rosados, rojos y blancos. 
La tercera parte es el jardín arco en cielo (parterre con densas floraciones de plantas herbáceas donde predominan los colores intensos azul, rosado, amarillo, rojo, y rosa). 
Por fin, la última parte, el jardín en terraza de ahí brota un torrente de agua desde una jarra española, que abastece 5 cuencas cultivadas de lotos. Desde el mirador se goza de una magnífica vista sobre la campiña circundante. 
Se siembra césped en el conjunto del jardín y es un verdadero placer de poder pasear con los pies descalzos. 
Al final de la visita, los visitantes pueden comprar las plantas que hayan atraído su atención durante la visita. Estas plantas se producen en los viveros, con una gran selección de vivaces y de arbustos. 

## Actividades
"Festival du Lotus" los 2 y 3 de julio de 2011
Algunos detalles del "jardins des Martels"

Detalles
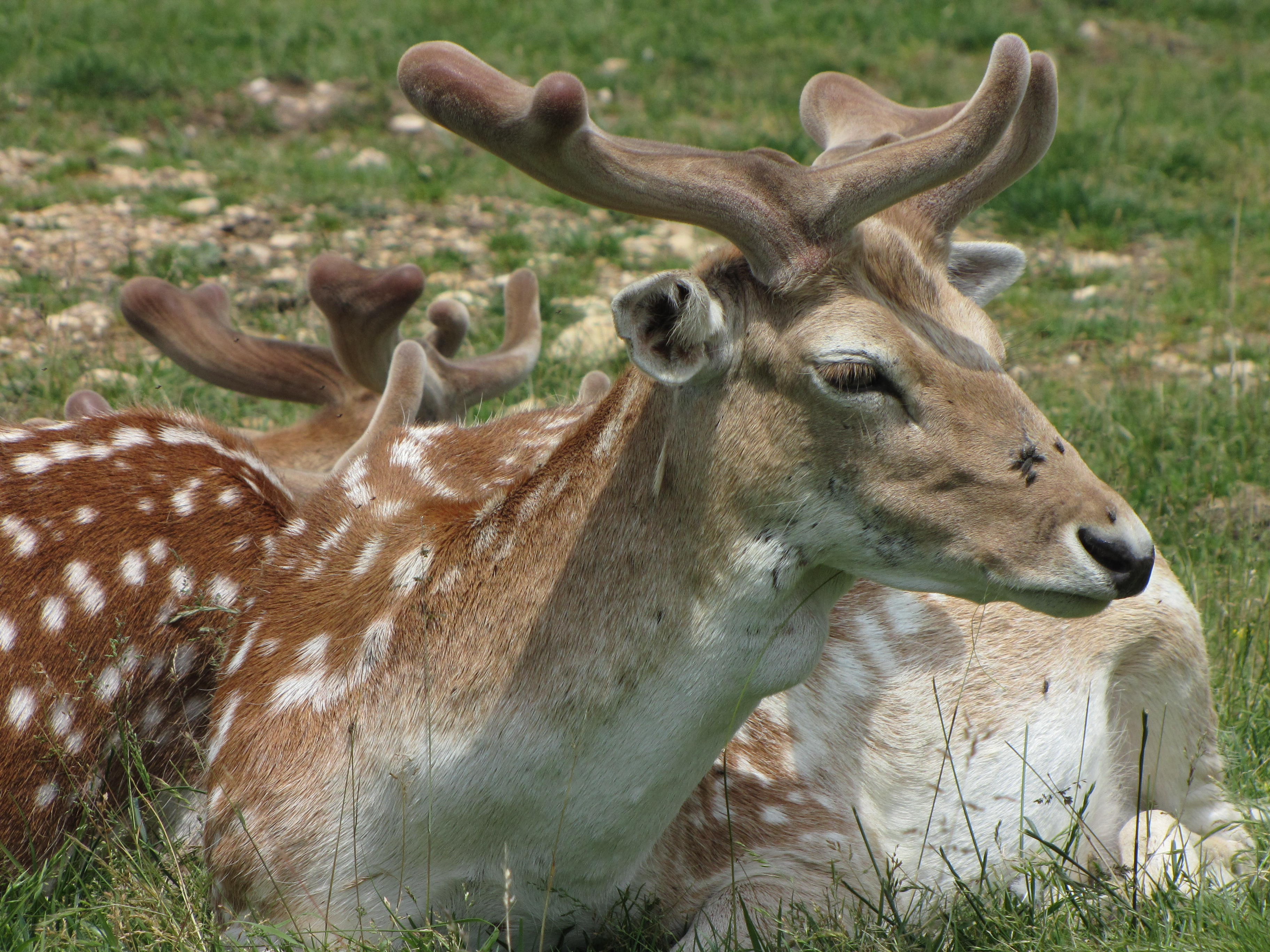
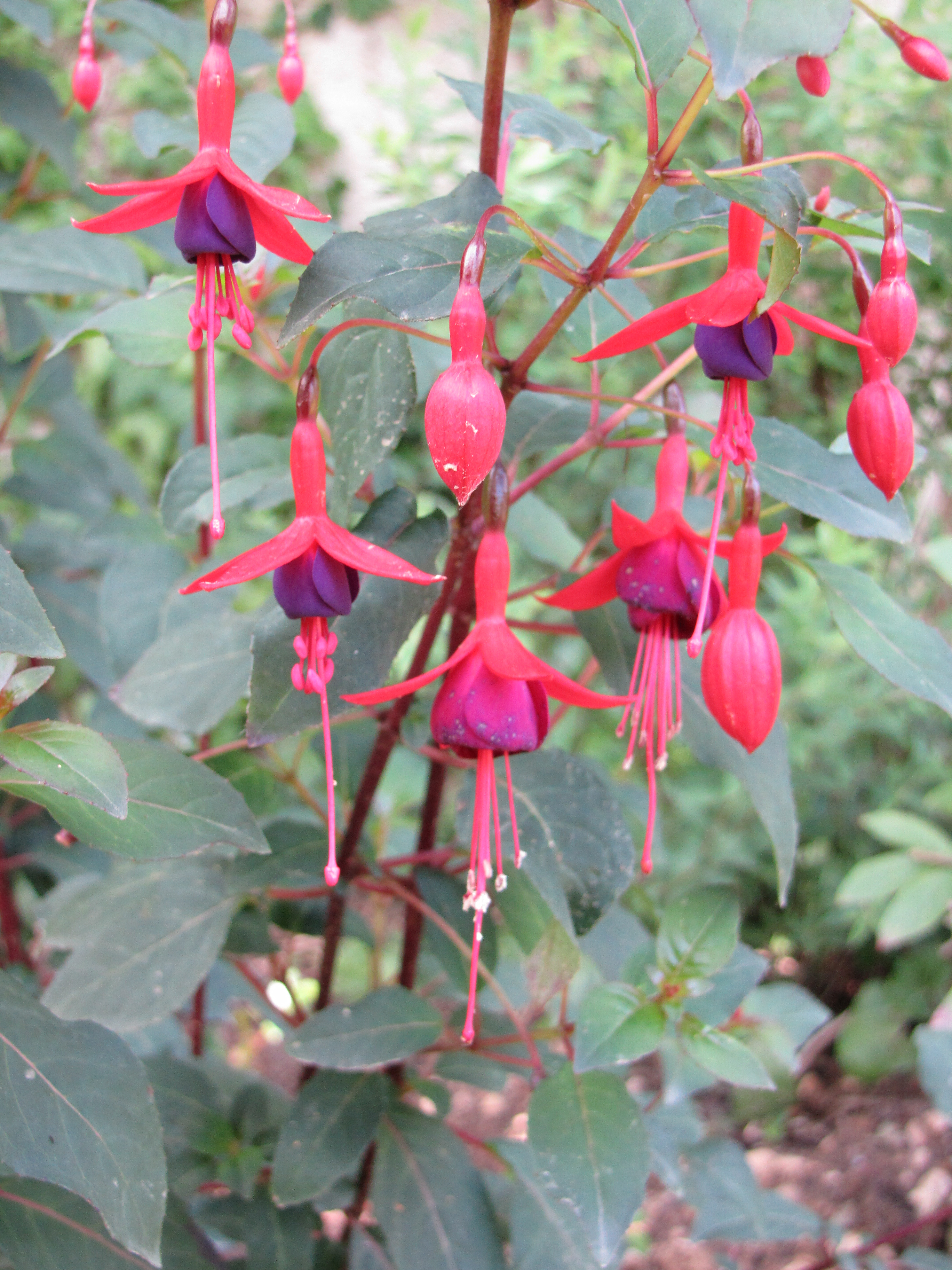
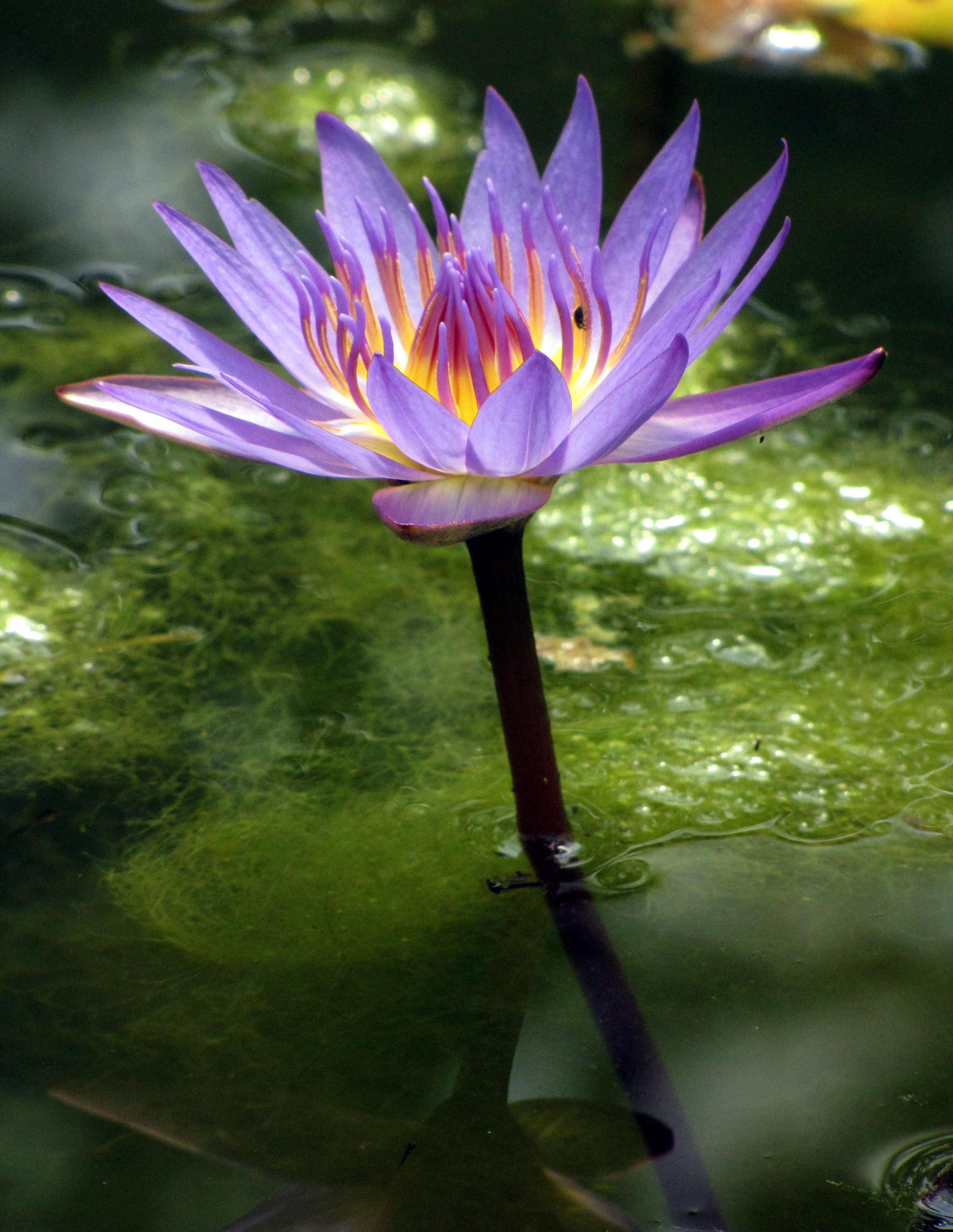
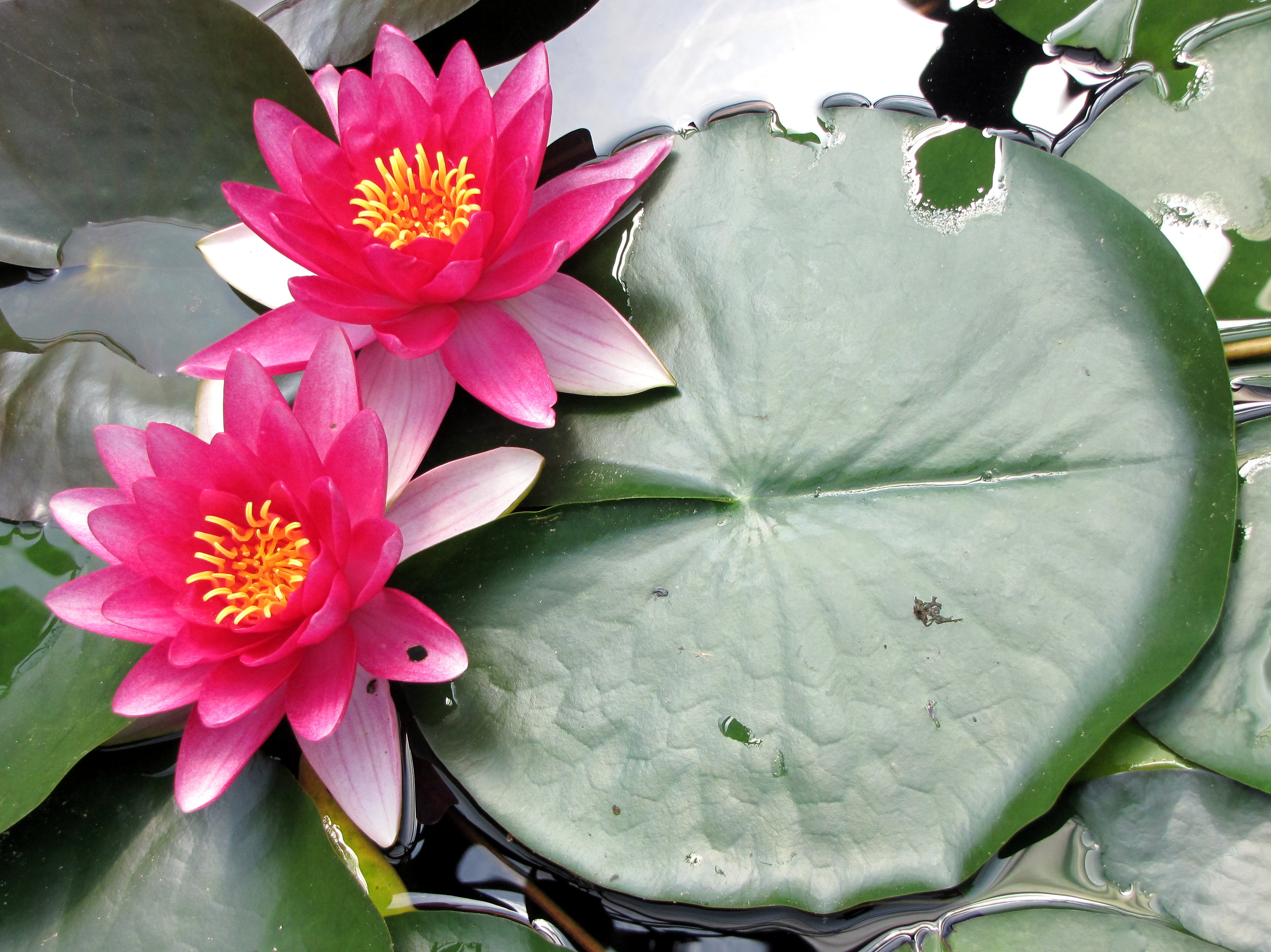